# Dipturus oxyrinchus
Dipturus oxyrinchusは、ガンギエイ目の一種。
水深 200mまでの砂泥底に生息し、ノルウェー中部からセネガルまでの東大西洋に分布する。最大1.5mまで成長する。
菱形をしており、吻は尖る。背面は灰色をしており、黒く小さい斑点が広がる。